# Hiroshi Matsuda
Pour les articles homonymes, voir Matsuda.
Hiroshi Matsuda (松田 浩, Matsuda Hiroshi) est un footballeur japonais né le 2 septembre 1960 dans la préfecture de Nagasaki au Japon.